# Lenzumo
Lenzumo è un centro abitato del comune di Ledro in provincia autonoma di Trento. L'abitato si trova nella Valle di Concei, laterale della Val di Ledro, all'estremità sudoccidentale del territorio provinciale. 

## Storia

Il paese distrutto durante la prima guerra mondiale

Lenzumo è stato un comune italiano istituito nel 1920 in seguito all'annessione della Venezia Tridentina al Regno d'Italia. Nel 1928 è stato aggregato al comune di Bezzecca. Nell'agosto del 1952 veniva istituito il comune di Concei, staccando da Bezzecca gli ex comuni di Enguiso, Lenzumo e Locca. Nel 2009, Lenzumo, insieme col comune di Concei viene aggregato al nuovo comune di Ledro.

## Monumenti e luoghi d'interesse
- Chiesa di San Silvestro Papa, sussidiaria della parrocchia della Presentazione di Maria di Enguiso, eretta nel 1676.